# Binyeo

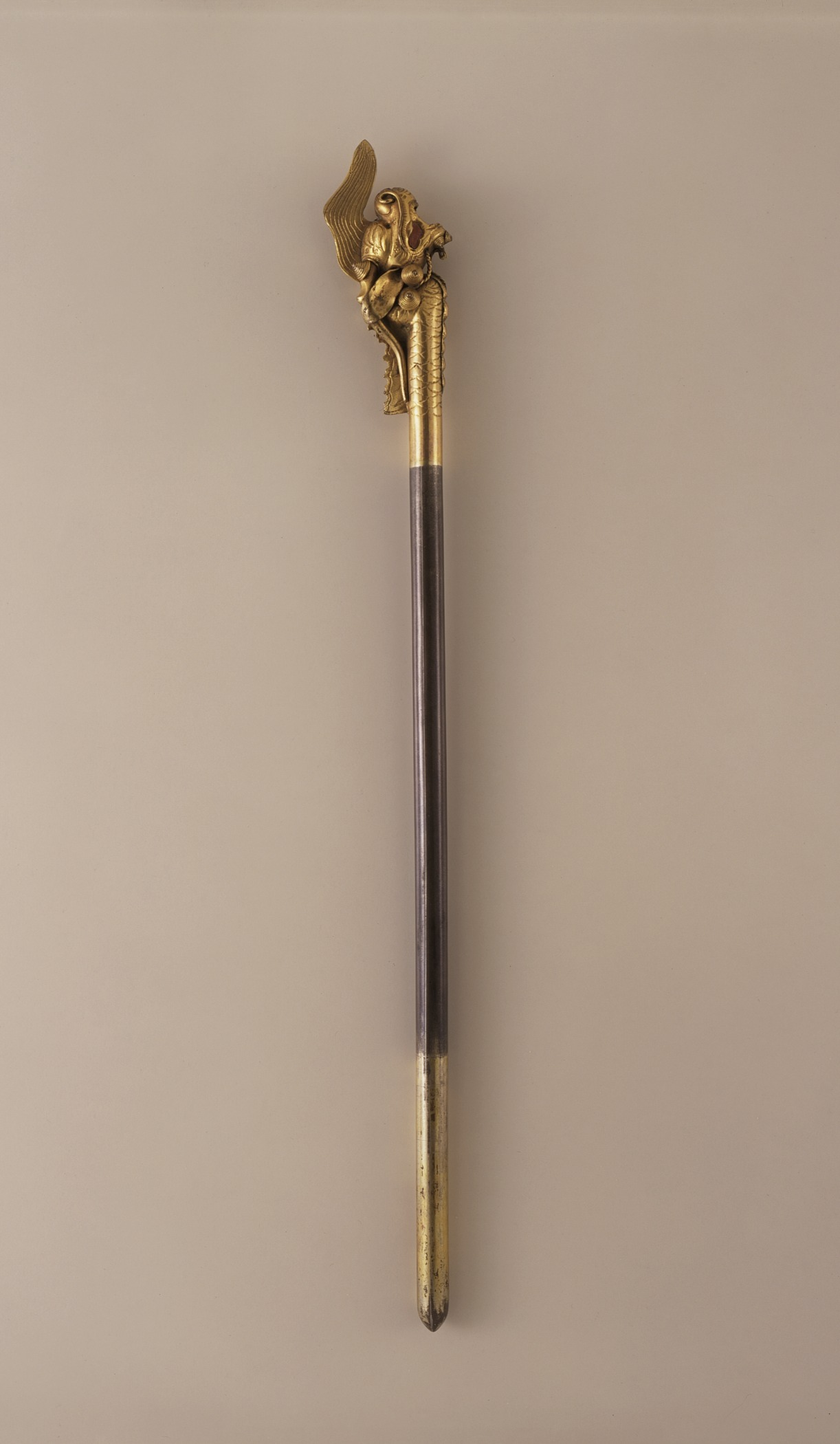
El binyeo de la reina con la cabeza del dragón.

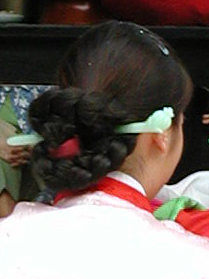
Binyeo

A binyeo (en hangul, 비녀); Archivo de audio "pi.njʌ̜" no encontrado) es horquilla tradicional para fijar el chignon de las damas.  Su objeto principal es fijar el pelo limpiamente pero otro es una decoración. Actualmente, binyeo tiene sus usos y nombres diferentes según su forma y material, por lo que es posible identificar una posición social. Normalmente, binyeo se trata como un símbolo de amor entre los queridos.

## Historia
Quedan unos récordos históricos que dicen el origen de Binyeo empezó durante el período de tres reinos, con el estilo de pelo similar a chignon. En Silla (57 B.C.E-935 C.E.), las decoraciones para binyeo se consideraba lujoso entonces su uso fue limitado. Como Silla operaba el sistema de casta llamado golpum(골품), el rango de cada persona significó cada decoración: fénix y dragón sólo se permita a la familia real, mientras que los pueblos pudieron vestirse binyeo con dragón solamente en la boda. Y las mujeres del sexto rango no pudieron vestirse el binyeo de oro.
Por otra parte, Joseon sufrió otro fenómeno por un tipo de peluca gachae(가채). Era una gran moda entre las damas de altas posiciones, poniéndose un gachae encima de su cabeza. Como su tamaño pudo indicar más fuerza, la competencia entre las mujeres aun llevó consecuencia del muerte. Entonces, la familia real prohibió el uso de gachae completamente. En vez de usarlo, binyeo empezaron coger gran atención desde los pueblos.

## Forma
Muchos tipos de material se usaba con el fin de hacer un binyeo, incluyendo oro, plata, jade, perla, bronce, madera y huesos animales; cada material se refiere a un rango social. Por ejemplo, las damas se vistieron de oro, plata y jade pero los pleyebos pudieron ponerse de madera o hueso y de huesos negros para las viudas.
Normalmente, los binyeo de las damas era más grande y largo. Los de los pleyebos eran 10-20 cm normalmente, En caso de que alguien se case, pondría de 30 cm. Bineyo fue una reliquia de la familia que era transmitido a la próxima generación en la familia.